# Punking
Punking, después llamado Whacking, es un baile callejero de la comunidad gay “underground” de Los Ángeles, California, desarrollado a principios de los años 70’s. La danza está inspirada en distintas fuentes como las películas de la época del cine mudo, las estrellas de cine e iconos del “Golden Age of Hollywood” (como Greta Garbo, Fred Astaire, etc.), los musicales, el drama, las caricaturas y el libro de fotografía “The Four Fabulous Faces”,pero más específicamente en las mujeres icónicas de esos años así como la vida personal de los bailarines.  La danza está caracterizada por la actuación y el comportamiento, movimientos fuertes y atacados; y las poses, así como el extremo uso del espacio, el atletismo y completo dominio de la música. La palabra ‘Punking’ tiene su origen en una variación de la jerga callejera ‘Punk', que es un término despectivo utilizado para insultar a los hombres homosexuales. El término ‘Punking’ fue acuñado por el legendario DJ de Gino’s II y pionero y autor del Punking, Michael Angelo Harris. Michael Angelo usaba la palabra 'Punk' como una forma de empoderamiento para nombrar lo que él y un grupo de hombres estaban desarrollando y creando en notables clubs gay como Paradise Ballroom, Gino’s, Ginos II, etc. Una vez que la danza se desarrolló más, los creadores usaron la palabra 'Whack' (proveniente de whack que significa solo lanzar con fuerza o golpe fuerte, tomado de las onomatopeyas de la serie de TV Batman de 1960’s, para describir cómo estaban ejecutando su movimiento).
Durante el desarrollo temprano del estilo, se sospecha que éste provenía de posar (‘Posing’) a la música de los inicios de 1970’s. Fue un grupo de hombres quien tomó el ‘Posing' y empezó a desarrollar la danza que más adelante sería llamada Punking y más adelante Whacking. Estos hombres fueron;Andrew Frank, Arthur Goff, Tinker Toy, Billy Starr Estrada, Lonny Carbajal, Manoel (Viktor Manoel), Tommy Mitchell, Faye Raye, Kenny "China Doll”, con Michael Angelo Harris sirviéndoles como el innovador DJ en el arte y el movimiento. Durante la exposición de esta danza en varios clubs y competencias por Los Angeles, muchos famosos bailarines “Street” y coreógrafos comerciales fueron introducidos a este estilo “underground”: Fred Berry "Mr. Penguin" ó “Rerun"; la directora, coreógrafa y cantante Toni Basil, el 'Original Locker’, estrella de The Big Show de NBC y bailarín de 'Breakin 1 y 2 Electric Boogaloo’, Adolfo "Shabba Doo” Quiñones; la pionera del Locking y destacada bailarina de The Big Show, 'Breaking 1 y 2', Ana ‘Lollipop’ Sánchez; la bailarina Dallace Ziegler; el coreógrafo Bill Goodson y muchos más, quienes expusieron el baile en la televisión y escenarios. Mientras crecía la popularidad del baile entre personas fuera del colectivo de bailarines iniciadores, la danza empezó a ser referida exclusivamente como Waacking para evitar la connotación negativa asociada con la palabra Punk y whack. El distinguido Adolfo 'Shabba Doo' Quiñones, creó su propio estilo basado en el Punking combinándolo con Locking, Soul Dance, salsa y artes marciales, adoptando el personaje de un hombre elegante, retratado continuamente en películas. Su estilo se volvió muy popular, particularmente entre hombres heterosexuales, impulsando el Whacking aún más. 
Muchos de los pioneros del Whacking, expusieron esta danza a través de su trabajo y apariciones en televisión en programas como el show de 1970’s 'Soul Train' y 'The Big Show', así como con varios artistas, incluidos Toni Basil, Grace Jones, Diana Ross, David Bowie, por nombrar algunos. Hoy, el estilo original de Waacking se ha desvanecido de la vista del público debido al fallecimiento de varios de sus creadores y ha evolucionado a Waacking (o la evolución del Whacking: Waacking).

## Características del baile
Esta danza está muy orientada a la acción, los impulsos fluyen constantemente, es muy enérgica y es extremadamente emocional conducido por un amplio rango de sentimientos, internos y externos, sutiles; lo que difiere con la danza Vogue de la ciudad de Nueva York. El estilo consiste de tres elementos principales: Punking, Posing (posar) y Whacking. Punking es considerada la esencia y narración del baile. Según Michael Angelo, como la sociedad se refería a ellos (los hombres homosexuales) como “punks”, la danza que ellos desarrollaban debía ser llamada “Punking”. Posing (posar) era simplemente congelar un movimiento, similar a una captura de pantalla de una escena de una película. Por último, Whacking, que significa lanzar con fuerza, era la acción de lanzar en seco los brazos y diferentes partes del cuerpo. Colectivamente, estos elementos constituyen el Punking. Esta danza también toma inspiración muchas de las influencias personales de los creadores, como el libro “The Four Fabulous Faces”, películas mudas, la gimnasia, el patinaje sobre hielo, las caricaturas de Bugs Bunny, Bruce Lee, el ballet folklórico mexicano y muchas otras fuentes. Otros componentes clave: Desplazamiento y movimiento fluido, suavidad, trabajo de pies, uso extremo del espacio y movimiento, saltos, giros, muy poco o incluso nada de piso, disección de la musicalidad, etc. Según Viktor Manoel
“La palabra Punk es un insulto en el diccionario urbano (significa “homosexual”) y por eso todos nosotros los que empezamos este baile éramos Punks. Cuando la gente nos veía decía: '¡Oh! ¡Son sólo jotos y están joteando!' (They’re just Punks and they’re Punking!)' Así que ahí lo tienen… esa fue la primera palabra usada. Luego en los clubes heterosexuales se le empezó a llamar Whacking. Las mujeres realmente nunca han tenido un problema con los homosexuales. Es la amenaza de un hombre a otro hombre el usar una palabra como ‘Punk’." 
De acuerdo con el libro 'Writing Dance in The Age of Postmodernism', Basil cita que aunque los creadores del Punking conocían el Locking, ellos estaban interesados en crear su propio estilo tomando el Locking, sus imágenes congeladas y los ‘rolls’ de las muñecas transformándoles en un gesto que se moviera decorativamente alrededor de la cabeza. También incorporaron poses que asemejaban a estrellas de cine y poses de la revista Vogue.